# Ribeirão Pindaíba
Ribeirão Pindaíba är ett vattendrag i Brasilien.   Det ligger i delstaten Mato Grosso, i den centrala delen av landet, 400 km väster om huvudstaden Brasília.
Omgivningarna runt Ribeirão Pindaíba är huvudsakligen savann. Trakten runt Ribeirão Pindaíba är nära nog obefolkad, med mindre än två invånare per kvadratkilometer.